# 富本惣昭
富本 惣昭（とみもと そうしょう、2002年7月21日 - ）は、日本の俳優。東京都出身。スターダストプロモーション制作2部所属。

## 人物
- 趣味はビリヤード、ショッピング、観光[1]。
- 特技はサッカー、アクロバット[1]。サッカーは小学2年生から中学3年生までしていた[1]。

## 出演
※太字は主演。

### 舞台
- ミュージカル『テニスの王子様』4thシーズン（2021年 - ）菊丸英二 役[2]
  - お披露目会（2021年）[3]
  - 青学vs不動峰（2021年）[4]
  - 青学vs聖ルドルフ・山吹（2022年）[5]
  - 青学vs氷帝（2023年）[6]
  - 青学vs六角（2023年）[7]
  - 青学vs立海（2024年）[8]
- 舞台『一瞬の風になれ』（2021年）神谷新二 役[9]
- いい人間の教科書。（2021年）[10]
- 舞台『灼熱カバディ』（2022年）木崎新太郎 役[11]
- DARKNESS HEELS～THE LIVE～2022（2022年）ダッシュ･ロレッテ 役[12]
- ル・ゲィ・マリアージュ～愉快な結婚（2023年）ドド 役[13]
- 舞台『Collar×Malice -柳愛時編-』（2023年）岡崎契 役
- ドラマ・リーディング『庭の木と四つの物語』夏〜『ベティ・ド・ラ・ポンシュ』〜 そして…秋〜『トレアドール』〜（2023年）[14]
- 舞台『劇走江戸鴉〜チャリンコ傾奇組〜』（2024年）[15]
- Action Stage『エリオスライジングヒーローズ』-THE NORTH-（2025年）マリオン・ブライス 役[16]
  - Action Stage『エリオスライジングヒーローズ』-SUMMER FESTIAL-（2025年公演予定）[17]
- 迷宮歌劇『続・美少年探偵団』（2025年） - 双頭院学 役[18]
- 舞台『リンス・リピート -そして、再び繰り返す-』（2025年） - ブロディ 役[19][20]

### 映画
- 宇宙でいちばんあかるい屋根（2020年、KADOKAWA）ソウショー 役[1]

### テレビドラマ
- FAKE MOTION -卓球の王将-（2020年、日本テレビ）桑田楽 役[21]
- 僕らのミクロな終末（2023年、朝日放送テレビ）広瀬遊馬 役[22]
- 君とゆきて咲く〜新選組青春録〜 第4話 - （2024年5月16日 - 、テレビ朝日） - 光永藤次 役[23]

### 配信ドラマ
- smash. オリジナルドラマシリーズ『スマホラー』「見て居る」 （2021年、smash.）健吾 役[1]

### 広告
- 日本政策金融公庫「国の教育ローン」（2020年）[1]

### MV
- HONG¥O.JP「high skrrr boyz(MV ver.)」（2019年）[1]
- 般若「SORIMACHI」（2020年）[1]

### イベント
- TAKESHI KONOMI Presents『テニプリ☆ソニック2022 -おてふぇす in 日本武道館-』（2022年）[24]